# Sternocoelis arachnoides
Sternocoelis arachnoides är en skalbaggsart som först beskrevs av Leon Fairmaire 1876.  Sternocoelis arachnoides ingår i släktet Sternocoelis och familjen stumpbaggar. Inga underarter finns listade i Catalogue of Life.